# 李淑珍 (歷史學家)
李淑珍（1961年—）， 生於台灣新營，籍貫江西省，歷史學者，任教於臺北市立大學

## 生平
李淑珍在屏東市長大，就讀高雄女中。大學就讀台大歷史系，曾參加三民主義研究社。畢業後就讀国立台湾师范大学歷史所，攻讀碩士，指導老師為杜正勝與王仲孚。取得碩士學位後，繼續就讀博士班，但沒有完成學業，就跟隨其未婚夫江宜樺一同至美國留學。
在美國期間江宜樺就讀耶魯大學，李淑珍進入布朗大學歷史系，取得博士學位，博士學位論文主題為徐復觀的經學與儒學思想。回到台灣後，進入臺北市立師範學院（今臺北市立大學）社教系任教。
2014年4月5日，太陽花學運期間，署名李淑珍的信件被放上PTT而引起討論。信件中主要對社會的撕裂表示難過，體恤夫婿的辛勞，以及希望社會回歸理性民主，她提及此次學運為民主內戰，批評學運領導者的虛無主義與獨裁作風。信中提及台灣野百合世代、大陸六四世代人物在背後下指導棋，認為有中國民運人士在台灣鼓動反中，引起王丹與吾爾開希不滿，認為是在影射他們，王丹在臉書上發表公開聲明，聲明並未參與學運決策，希望李淑珍可以出面說明。

## 家庭
父親李友蓮為江西人，1949年隨國民政府來到台灣，擔任學校教師。後至屏東新埤國中擔任校長。母親為台灣客家人。
李淑珍的丈夫是江宜樺。兩人育有一子一女。兒子為亞斯伯格症候群患者。

## 論著
- 李淑珍. . 聯經出版事業公司. 18 October 2013. ISBN 978-957-08-4265-4.
- 李淑珍. . 花木蘭文化出版社. 2009. ISBN 978-986-6449-86-4.
- 《八堵橋頭藥店江》，於2021年4月26日起在中國時報人間副刊連載。
- 李淑珍. 《致一個青春民主的時代: 李淑珍書簡》. 天下文化出版公司. 25 March 2024. ISBN 978-626-355-680-5.

### 專訪
- 從文學、經學到史學─社教系 李淑珍 老師訪談 （页面存档备份，存于）